# Argiocnemis
Argiocnemis es un género de damiselas de la familia Coenagrionidae. Las especies de Argiocnemis son generalmente de tamaño pequeño y mediano, de colores oscuros y marcas de colores pálidos.
Se encuentran en África, las islas del Océano Índico, al Sureste de Asia, Nueva Guinea y Australia.

## Especies
El género Argiocnemis contiene las siguientes especies:
- Argiocnemis ensifera Lieftinck, 1932
- Argiocnemis rubescens Selys, 1877 - rojo-punta shadefly
- Argiocnemis solitaria (Selys, 1872)